# NGC 3570
NGC 3570 é uma galáxia lenticular (S0) localizada na direcção da constelação de Leo. Possui uma declinação de +27° 35' 25" e uma ascensão recta de 11 horas, 12 minutos e 03,3 segundos.
A galáxia NGC 3570 foi descoberta em 15 de Março de 1877 por Édouard Jean-Marie Stephan.